# تری‌فلوبازام
تری‌فلوبازام (به انگلیسی: Triflubazam) دارویی از مشتقات ۵٬۱-بنزودیازپین، و مرتبط با کلوبازام است. این دارو دارای اثرات آرام‌بخش و ضداضطراب، با نیمه عمر طولانی و مدت زمان اثر زیاد است.

## همچنین ببینید
- بنزودیازپین
- کلوبازام